# آی‌اواس
آی‌اواس (به انگلیسی: iOS) یک سیستم عامل تلفن همراه ساخته شرکت اپل است که در ابتدا برای آیفون و آی‌پاد تاچ به‌کارگیری شد، از آن زمان به بعد برای استفاده در سایر دستگاه‌های شرکت اَپل مانند آی‌پد و اَپل تی‌وی گسترش یافت. شرکت اَپل مجوز استفاده از آی‌اواس برای نصب بر روی سخت‌افزارهای شخص ثالث را نمی‌دهد. فروشگاه نرم‌افزار مربوط به این سیستم عامل، اَپ استور (به انگلیسی: App Store) در ۶ مارس ۲۰۱۲ دارای بیش از ۵۵۰٫۰۰۰ نرم‌افزار کاربردی بود که جمعاً بیش از ۲۵ بیلیون بار دانلود شده‌اند. در سه‌ماهه آخر سال ۲۰۱۰ این سیستم‌عامل ۱۶٪ از سهم سیستم‌عامل تلفن‌های هوشمند را در اختیار داشته و پایین‌تر از سیستم عامل اندروید گوگل قرار گرفته بود. این سیستم‌عامل در ماه مه ۲۰۱۰ در ایالات متحده آمریکا، ۵۹٪ از مصرف داده‌های وب تلفن همراه (از جمله استفاده از آی‌پاد تاچ و آی‌پد) را به خود اختصاص داده بود.
رابط کاربری آی‌اواس بر اساس مفهوم دستکاری مستقیم (به انگلیسی: concept of direct manipulation)، با استفاده از حرکات چند لمسی (به انگلیسی: multi-touch gestures) طراحی شده‌است. عناصر رابط کنترل از:
سوئیچ‌ها و لغزنده‌ها و دکمه‌ها تشکیل شده‌است. پاسخ به ورودی کاربر فوری است و رابط سیال را فراهم می‌کند. تعامل با سیستم‌عامل حرکاتی را شامل می‌شود از این جمله حرکات می‌توان: کشیدن، ضربه زدن، خرج کردن، خرج کردن معکوس که هر کدام از این‌ها تعاریف خاصی را در چارچوب آی‌اواس دارا می‌باشند. شتاب‌سنج داخلی توسط برخی از برنامه‌های کاربردی مورد استفاده برای پاسخ به تکان دادن دستگاه (که یکی از نتایج شایع آن دستور خنثی‌سازی است) یا چرخش آن در سه بعد (یکی از نتایج شایع آن تعویض از عمودی به افقی است) قرار می‌گیرد.
در آی‌اواس، چهار انتزاع لایه وجود دارد: لایهٔ هستهٔ سیستم‌عامل، لایهٔ هستهٔ خدمات، لایهٔ رسانهها و کاکائو که لایهٔ لمسی است.

## تاریخچه
این سیستم عامل با آیفون (به انگلیسی: iPhone) (تلفن همراه هوشمند شرکت اپل) در کنفرانس و نمایشگاه مک‌ورلد در ۹ ژانویه ۲۰۰۷، پرده‌برداری شد و در ماه ژوئن همان سال برای اولین بار منتشر شد. ادبیات بازاریابی اپل یک نام جداگانه‌ای برای این سیستم‌عامل مشخص نکرد، و بیان ساده‌ای را که «آی فون OS X را اجرا می‌کند» (به انگلیسی: iPhone runs OS X) اظهار داشت. در ابتدا، برنامه‌های شخص ثالث پشتیبانی نمی‌شدند. استیو جابز معتقد بود که این امکان باید در اختیار توسعه‌دهندگان آن دسته از برنامه‌های کاربردی وب که مانند برنامه‌های بومی بر روی iphone رفتار می‌کردند، قرار بگیرد. در ۱۷ اکتبر ۲۰۰۷، اپل اعلام کرد که یک کیت توسعه نرم‌افزار بومی (SDK) تحت توسعه است و آن‌ها برنامه‌ریزی آن را انجام خواهد داد تا در فوریه در دست توسعه‌دهندگان قرار دهند. در ۶ مارس ۲۰۰۸، اپل اولین بتا را منتشر کرد، همراه با یک نام جدید برای سیستم عامل: «iPhone OS». سپتامبر قبلی، اپل آی پاد لمسی، که بیشتر قابلیت‌های غیر تلفنی آیفون را داشت منتشر کرد. اپل همچنین بیش از یک میلیون آیفون در طول تعطیلات سال ۲۰۰۷ فروخت. اپل در ۲۷ ژانویه ۲۰۱۰، آی‌پد را معرفی کرد که دارای یک صفحه نمایش بزرگ‌تر از آیفون و آی‌پاد لمسی (۹٫۷ اینچ) و طراحی شده برای مرور وب، مصرف رسانه‌ها، و خواندن ibooks. در ژوئن ۲۰۱۰، اپل سیستم عامل آیفون را به عنوان «iOS» روانه بازار کرد. علامت تجاری IOS توسط سیسکو بیش از یک دهه برای سیستم عامل خودش مورد استفاده قرار می‌گرفت. iOS، مورد استفاده در روترهای آن قرار گرفت. برای اجتناب از هرگونه طرح دعوی در دادگاه بالقوه، اپل مجوز «علامت تجاری» iOS را از سیسکو گرفت.

## ویژگی‌ها

### صفحه اصلی (Home Page)
صفحه اصلی (ارائه شده توسط "SpringBoard") نمایش آیکون‌های نرم‌افزار و بارانداز (به انگلیسی: Dock) در پایین صفحه نمایش است که کاربران می‌توانند برنامه‌هایی را که اغلب از آن‌ها استفاده می‌کنند در آن قسمت قرار دهند. صفحه اصلی هر زمان که کاربر بر روی دستگاه سوئیچ کند یا دکمهٔ «صفحه اصلی» را فشار دهد (دکمه فیزیکی بر روی دستگاه) نمایان می‌شود. صفحه نمایش دارای یک نوار وضعیت در بالا برای نشان دادن داده‌ها: مانند زمان، میزان مصرف باتری، قدرت سیگنال، روشن یا خاموش بودن وای-فای، بلوتوث و … است. بقیهٔ صفحه نمایش به برنامهٔ در حال اجرا اختصاص داده شده‌است. از نسخه 3.0 iOS تا نسخه ۶، تابع عملکرد جستجوی نورافکن در صفحه سمت چپ صفحه اصلی روی صفحه نمایش در دسترس شده‌است. این کار به کاربران اجازه می‌دهد تا درون رسانه‌ها، برنامه‌ها، ایمیل‌ها، دفترچه تلفن‌ها و فایل‌های مشابه را جستجو کنند؛ ولی با معرفی نسخه هفتم این سیستم عامل برای دسترسی به نورافکن (به انگلیسی: Spotlight) بایستی در صفحه اصلی، صفحه را به سمت پایین بکشید.

### مرکز هشدار (Notification Center)
در بروز رسانی آی‌اواس ۷، قابلیت اطلاعیه‌ها به‌طور کامل دوباره طراحی شده‌است. اطلاعیه‌ها در حال حاضر در یک پنجره‌است که می‌تواند از بالای صفحه نمایش کشیده شود و اگر اطلاعیه دریافتی را لمس کنید، شما به برنامه‌ای که ارسال اطلاع‌رسانی کرده وارد می‌شوید و برای برداشتن آن‌ها علامت ضربدر و سپس clear را بزنید.

### مرکز کنترل (Control Center)
این ویژگی فقط در آی‌اواس ۷ به بعد موجود است.
در آی‌اواس ۱۱ که در زمان انتشار این مطلب آخرین نسخه پایدار این سیستم عامل است شکل ظاهری کنترل سنتر تفاوت کرده و قابلیت جذاب فیلم‌برداری از صفحه نمایش به ان اضافه شده که این قابلیت را می‌توانید از تنظیمات بخش کنترل سنتر و قسمت مدیریت اضافه کنید.
اضافه کردن لمس سه‌بعدی به این بخش یکی از قابلیت‌های جذاب این سیستم عامل است که رنگ و لعاب دیگری به این سیستم عامل داده‌است. بخشی که در آن تنظیماتی مانند روشن یا خاموش کردن حالت هواپیما، وای فای، بلوتوث، ایردراپ، روشنایی و صدای دستگاه، موسیقی در حال پخش و دسترسی سریع به برنامه‌های دوربین، ماشین‌حساب، و هشدار ساعت و همچنین دکمه خاموش و روشن کردن چراغ قوه دستگاه (در صورت داشتن چراغ قوه).
دسترسی به این بخش با کشیدن انگشت از لبه پایینی نمایشگر به بالا میسر است.

### پوشه‌ها (Folders)
آی‌اواس ۴ با معرفی یک سیستم ساده برای پوشه‌ها آمد. هنگامی که برنامه‌های کاربردی درحالت "jiggle mode" هستند، هر دو برنامه را می‌توان در بالای هر یک از دیگری برای ایجاد یک پوشه کشیده، و از آن پس، برنامه‌های بیشتری را می‌توان با استفاده از همین روش به پوشه اضافه کرد.
یکی از حالت‌های ممکن برای این قابلیت در آی‌اواس ۱۱ مخفی سازی ان است.

### عملکرد چند وظیفه‌ای (Multitasking)
قبل از آی‌اواس ۴، عملکرد چند وظیفه‌ای (به انگلیسی: Multitasking) فقط برای بعضی از برنامه‌های موجود در دستگاه قابل اجرا بود. با شروع آی‌اواس ۴ در نسل سوم و جدیدتر دستگاه‌های آی‌اواس، عملکرد چند وظیفه‌ای از طریق هفت پس زمینه APIها پشتیبانی شد:
1. تا زمانی که پخش صوتی یا تصویری اجرا می‌شود، برنامه در پس زمینه در حال اجرا باقی می‌ماند.
2. هنگامی که یک تماس تلفنی در حال انجام است، برنامه معلق می‌ماند.
3. نرم‌افزار اطلاع از تغییر محلها.
4. فشار اطلاعیه‌ها.
5. اطلاعیه محلی. برنامه زمانبندی اطلاعیه محلی که در یک زمان از پیش تعیین شده تحویل داده شده‌است.
6. اتمام کار. برنامه از سیستم درخواست زمان اضافی برای تکمیل یک کار خاص می‌کند.
7. برنامه هیچ کد اجرا نمی‌کند و ممکن است از حافظه در هر زمان حذف شده‌است.

در آی‌اواس ۷ عملکرد چند وظیفه‌ای به صورت کلی، همهٔ برنامه‌ها پشتیبانی می‌کند و همه برنامه‌های موجود در اپ استور را می‌توان در منوی چندوظیفگی دید.
1. در آی‌اواس ۹ به بعد حالت کشویی به خود گرفته‌است…

### راه گزینی برنامه‌های کاربردی (Switching applications)
بادوبار کلیک کردن بر روی دکمه Home. Switching applications را فعال می‌سازد؛ که یک رونده حوض مانند از پایین، با حرکت دادن محتویات صفحه نمایش تا بالای صفحه نمایش ظاهر می‌شود. انتخاب یک آیکون سوئیچ به برنامه سمت چپ آیکون که به عنوان کنترل‌های موسیقی، و قفل چرخش عمل می‌کنند. نگه داشتن آیکون‌ها به‌طور خلاصه آن‌ها را به «جنبش» درآورده (به همین ترتیب به صفحه اصلی) و اجازه می‌دهد تا کاربر برنامه‌ها را به بسته شدن وادار کند. در نسخه هفتم در آیپدها با کشیدن چهار انگشت به سمت چپ یا راست می‌توانید در بین برنامه‌ها سویچ کنید.

### مرکز بازی (Game Center)
مرکز بازی یک شبکهٔ اجتماعی بازی‌های چند نفره آنلاین منتشر شده توسط اپل است که این اجازه را به کاربران می‌دهد تا " دوستان را به بازی دعوت کنند، یک بازی چند نفره از طریق matchmaking شروع کنند. به پیگیری امتیازهای خود، و مقایسه آن‌ها با امتیازهای دوستان خود در leader board بپردازند.
در اس او سا ۱۱ این قابلیت از اپ مکان ان برداشته شده و باید برای دسترسی به ان به تنظیمات مراجعه کنید.

## اپلیکیشن‌های پیشفرض
تنظیمات (جهت تنظیمات کلی و جزئی)، FaceTime (جهت برقرار کردن تماس اینترنتی صوتی و تصویری)، تقویم، نقشه، آیتونز استور (iTunes Store)، فوتو بوث (Photo Booth، جهت تغییرات در عکس‌ها - فقط در آیپد)، گیم سنتر (Game Center)، روزنامه‌ها و مجلات (Newsstand)، آی بوکس (iBooks)، هِلث (Health)، پادکست (Podcast).
بعضی از برنامه‌ها آی‌اواس ۸ به بعد قابل دسترس خواهند بود.
ضمناً برنامه اپل واچ (Apple Watch) برنامه ای جهت هماهنگ‌کردن دستگاه با اپل واچ، بعد از رونمایی اپل واچ طی یک بروزرسانی به آی‌اواس ۸ اضافه شد؛ و در iOS 9 و iOS 10 به صورت پیشفرض قابل دسترس می‌باشد.
در آی‌اواس ۱۱ اپلیکیشن فایل به این سیستم عامل اضافه شده که این اپلیکیشن جذاب برای دسترسی به فایل‌های سیستمی است…

## دستیار صوتی شخصی
سیری (به انگلیسی: Siri) یک دستیار شخصی هوشمند و راهنما است که به عنوان یک نرم‌افزار کاربردی برای آی‌اواس اپل کار می‌کند. این نرم‌افزار کاربردی از رابط کاربری به زبان طبیعی برای پاسخ دادن به سؤالات و ایجاد توصیه‌های کاربر استفاده می‌کند. به‌طوری که شما با حرف زدن از او درخواستی می‌کنید و او آن را انجام می‌دهد. برای مثال می‌گویید: نزدیکترین رستوران این حوالی کجاست؟ کمی آهنگ برایم پخش کن؛ و …. انجام این کارها به وسیله ارسال درخواست‌ها به یک مجموعه از خدمات وب صورت می‌گیرد. البته سیری در حال حاضر از زبان فارسی پشتیبانی نمی‌کند.
سیری در نسخه جدید این سیستم عامل باهوش تر شده و می‌تواند حس و حال شمارا بررسی کند…

## بهینه‌سازی شده برای مبارزه با کرونا
اپل با همکاری گوگل یک واسط برنامه‌نویسی کاربردی به نام COVID-19 Exposure Notifications را توسعه داده که به توسعه دهندگان اپلیکیشن‌ها این امکان را می‌دهد که اپلیکیشن‌هایی جهت تشخیص و ردیابی بیماران کرونایی بسازند. این API به سرورهای مراکز بهداشت جهانی متصل است و دائماً لیست بیماران کرونایی را دانلود و به روز رسانی می‌کند. همچنین اطلاعات وضع سلامتی افراد را با مراکز درمانی به اشتراک می‌گذارد تا از راه دور بتوانند بیماران را کنترل کنند.
در نسخه ۱۳٫۵ آی او اس، Face ID هم هوشمند شده و وقتی ماسک را روی صورت کاربر تشخیص دهد، مستقیماً و بدون نیاز به هیچ کاری صفحهٔ آنلاک را بالا می‌آورد تا کاربر رمز عبورش را وارد کند.
برای کنترل ios به سایت https://www.icloud.com بروید.